# Épineuse
Épineuse é uma comuna francesa na região administrativa de Altos da França, no departamento de Oise. Estende-se por uma área de 7,12 km². Em 2010 a comuna tinha 261 habitantes (densidade: 36,7 hab./km²).